# Чементерија (Матера)
Чементерија (итал. Cementeria) је насеље у Италији у округу Матера, региону Базиликата.
Према процени из 2011. у насељу је живело 1 становника. Насеље се налази на надморској висини од 388 м.